# Meteugoa melanoleuca
Meteugoa melanoleuca är en fjärilsart som beskrevs av George Francis Hampson 1901. Meteugoa melanoleuca ingår i släktet Meteugoa och familjen björnspinnare. Inga underarter finns listade i Catalogue of Life.